# Poiocera saucia
Poiocera saucia är en insektsart som beskrevs av Stsl 1862. Poiocera saucia ingår i släktet Poiocera och familjen lyktstritar. Inga underarter finns listade i Catalogue of Life.